# Jörg Breu le Jeune
Jörg Breu le Jeune (Augsbourg, ca. 1510 - 1547) est un peintre et graveur allemand.

## Biographie
Il est le fils et probablement élève de Jörg Breu l'Ancien (vers 1475 – 1537), d'Augsbourg, et est petit-fils de tisserand.
Il reprend l'atelier paternel vers 1534 à Augsbourg.
Ottheinrich von der Pfalz est son principal mécène pendant la période 1526-1537.
Dans les années 1540, il participe à l'illustration d'un manuel d'escrime de Paulus Hector Mair.

## Œuvres

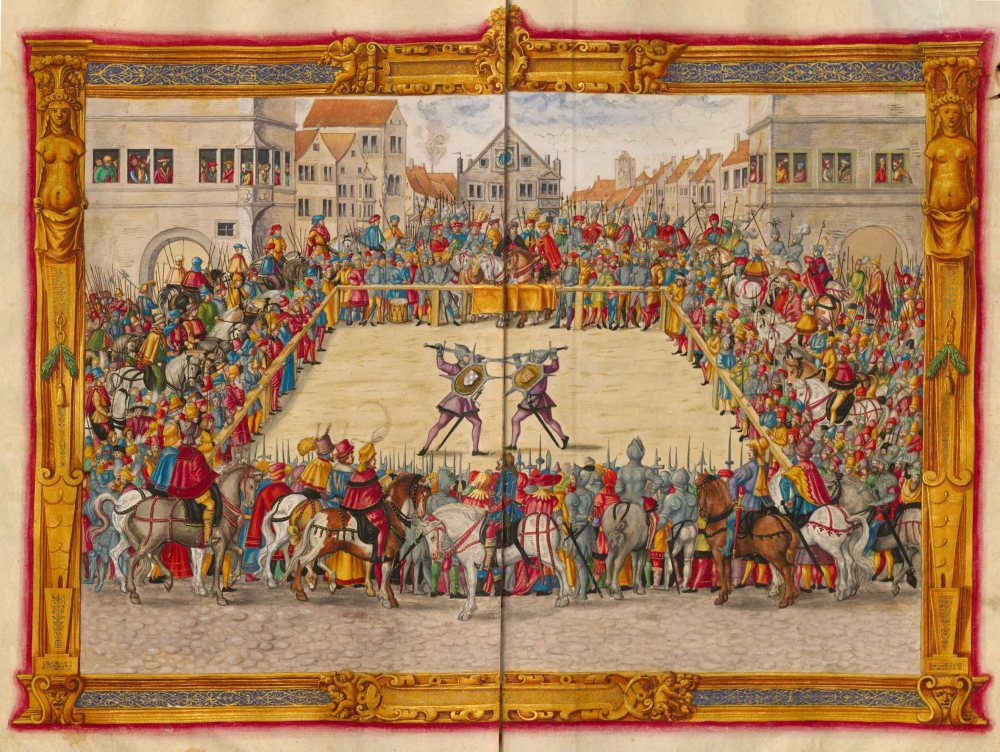
Gerichtskampf mair, vers 1544 (Bayerische Staatsbibliothek).

- Eroberung von Rhodos durch Königin Artemisia, 1535. Bayrische Staatsgemäldesammlung, Munich
- Der reiche Prasser und der arme Lazarus, 1535
- Fête à Venise, 1539
- Histoire de Suzanne, 1540
- Kaiserl. Schlittenfahrt, vers 1540
- Environ d'Alger, 1541
- Sacrifice d'Isaac, 1545